# Frank-Starlingov zakon
Frank-Starlingov srčani zakon poznat i kao Frank-Starlingov srčani mehanizam i autoregulacija srčanog rada predstavlja odnos između predopterećenja i srčanog rada i navodi da je sistolička kontraktilna sposobnost (određena udarnim ili minutnim volumenom) proporcionalna predopterećenju, unutar normalnog fiziološkog raspona, odnosno da je jačina kontrakcije srčanog mišića jača što je punjenost srčanih komora i pretkomora krvlju veća (veće je istezanje srčanog mišića).

## Definicije
Frank-Starlingov zakon — u fiziološkim uslovima snaga srčane kontrakcije je proporcionalna stepenu istegnutosti miokardnih vlakana, ili veličini venskog priliva.
Venski priliv — količina krvi koja svakog minuta dospe iz vena u desnu pretkomoru.
Volumen krvi u srčanim komorana na kraju dijastole — u svakoj od njih iznosi 120 do 130 mL. U toku mirovanja tela, svaka komora u toku sistole izbaci približno 70 mL krvi, što se naziva udarnim volumenom srca. Udarni volumen srca i srčana frekvencija određuju veličinu jednog od najvažnijih pokazatelja srčanoga rada: minutnoga volumena srca.
Minutni volumen srca je količina krvi koju svaka srčana komora izbaci u jednoj minuti, a iznosi približno 5 L i odgovara proizvodu udarnoga volumena srca i srčane frekvencije (70 mL × 70 otkucaja u minuti). U uobičajenim okolnostima vriednost minutnoga volumena zavisi od količine krvi koja se venama vraća u srce (venski priliv). Drugim rečima, srce u fiziološkim granicama automatski izbacuje onoliko krvi koliko u njega uđe, što zavisi od stupena aktivnosti pojedinih tkiva i organa. Sposobnost neprekidnog prilagođavanja venskomu prilievu (Frank-Starlingov zakon srca) postiže se promenama udarnoga volumena srca, srčane frekvencije ili najčešće zajedničkim dejstvom oba mehanizama. Zdravo srce na taj način može povećati svoj minutni volumen i do 2,5 puta (približno na 12,5 L), a ako je stimulisano simpatičkim nervnim sistemom i više.

## Fiziologija srca
U fiziološkim uslovima ili granicama, srce će ispumpavati svu krv koja do njega dođe, na dozvoljavajući da se prevelika količina krvi nakuplja u venama, jer kod povećanog dotoka krvi mišić se više istegne a istegnuti mišić (u fiziološkim granicama) će se kontrahovati jačom snagom zato što su onda aktinski miozinski filamenti u optimalnom stepenu preklapanja za razvoj kontrakcije. Pri tome treba imati u vidu da istezanje desne srčane pretkomore povećava srčanu frekvenviju za 10-20%.
Iz ovoga proizlazi da je udarni volumen proporcionalan snazi srčane kontrakcije, odnosno da se volumen srčanog udara povećava kao odgovor na uvećanje volumena krvi u srčanim komoramaa, pre kontrakcije (krajnji dijastolički volumen), kada svi ostali faktori ostaju konstantni. Kako veća količina krvi teče kroz srčanu komoru, krv rasteže vlakna srčanog mišića, što dovodi do povećanja sile kontrakcije. u Takvim uslovima Frank-Starlingov mehanizam omogućava da se srčani izlaz sinhronizuje sa povratkom venske krvi u srce, obezbedi snabdevanje arterijskom krvlju duž celog tela, i da se to odvija bez zavisnosti od spoljašnje regulacije kako bi se napravile promene. Fiziološka važnost ovog mehanizma leži uglavnom u održavanju izlazne jednakosti leve i desne komore.

## Klinički značaj
Frank-Starlingov mehanizam igra ulogu u kompenzaciji sistolne srčane insuficijencije, ublažavajući pad srčanog minutnog volumena kako bi se održao dovoljan krvni pritisak za perfuziju vitalnih organa. Srčana insuficijencija uzrokovana poremećenom kontraktilnom funkcijom leve srčane komore izaziva pomeranje naniže krive performansi leve srčane komore. Pri bilo kom datom predopterećenju, udarni volumen će se smanjiti u poređenju sa normalnim. Ovaj smanjeni udarni volumen dovodi do nepotpunog pražnjenja leve srčane komore. Shodno tome, zapremina krvi koja se akumulira u levoj srčanoj  komori tokom dijastole je veća od normalne. Pojačani rezidualni volumen povećava istezanje miokardnih vlakana i indukuje veći udarni volumen sa sledećom kontrakcijom preko Frank-Starlingovog mehanizma. Ovo omogućava bolje pražnjenje uvećane leve srčane komore i čuva minutni volumen srca.
Korist Frank-Starlingovog mehanizma u kompenzaciji sistolne srčane insuficijencije je ograničena. Kod teške srčane insuficijencije sa većim poremećajem kontraktilnosti srca, kriva ventrikularnih performansi može biti skoro ravna pri većim dijastolnim zapreminama, smanjujući povećan minutni volumen srca sa povećanjem punjenja komore. U ovim okolnostima, ozbiljno povišenje EDV i EDP leve komore može dovesti do plućne kongestije.
Frank-Starlingov mehanizam takođe igra kompenzatornu ulogu kod pacijenata sa dilatiranom kardiomiopatijom. Često postoji proširenje i desne i leve srčane komore sa smanjenom kontraktilnom funkcijom kod proširene kardiomiopatije. Kako smanjena kontraktilnost miocita dovodi do depresije ventrikularnog udarnog volumena i minutnog volumena srca, Frank-Starlingov mehanizam ima kompenzacione efekte. Kako povišeni ventrikularni dijastolni volumen povećava istezanje miokardnih vlakana, doći će do naknadnog povećanja udarnog volumena. Zajedno sa Frank-Starlingovim mehanizmom, neurohormonska aktivacija posredovana simpatičkim nervnim sistemom takođe kompenzuje proširenu kardiomiopatiju povećanjem srčane frekvencije i kontraktilnosti, pomažući da se ublaži smanjeni minutni volumen srca. Ovi kompenzatorni mehanizmi mogu dovesti do nedostatka simptoma tokom ranih faza ventrikularne disfunkcije. Sa progresivnom degeneracijom miocita i preopterećenjem zapreminom, razvijaće se klinički simptomi sistolne srčane insuficijencije.
Kod pacijenata sa oštećenom sistolnom insuficijencijom miokarda, kliničari koriste inotropne lekove da povećaju snagu ventrikularne kontrakcije. Farmakološka inotropna sredstva uključuju srčane glikozide, kao što je digitalis; simpatomimetički amini kao što su dopamin i epinefrin; i inhibitori fosfodiesteraze-3, kao što je milrinon. Svi oni rade kroz različite mehanizme za poboljšanje srčane kontrakcije povećanjem intracelularne koncentracije kalcijuma, pojačavajući interakciju aktina i miozina. Ovo će imati hemodinamski efekat pomeranja depresivne ventrikularne krive (Frank-Starlingova) u pravcu naviše ka normalnom. Pri datom predopterećenju (EDP leve komore), udarni volumen i minutni volumen srca se povećavaju.
Sa progresivnim gubitkom ventrikularne kontraktilnosti, povećano predopterećenje (pritisak) u levoj komori će nadmašiti hidrostatičke sile plućnog venskog sistema, što dovodi do plućne kongestije. Kod pacijenata koji pati od sistolne srčane insuficijencije sa smanjenom frakcijom izbacivanja i rezultirajućom plućnom kongestijom, lečenje diuretikom, kao što je furosemid ili hidrohlorotiazid, ili čistim venskim vazodilatatorom, kao što su nitrati, smanjuje predopterećenje bez velike promene u udarnom volumenu. To je zato što je Frank-Starlingova kriva skoro horizontalna na višim nivoima predopterećenja kod pacijenata čija je kriva pomerena nadole zbog sistolne kontraktilne disfunkcije. Međutim, prekomerna diureza ili venska vazodilatacija mogu dovesti do neželjenog pada udarnog volumena, što dovodi do hipotenzije.
Terapija arteriolarne vazodilatacije, poput hidralazina, takođe ima vrednost kada se leči sistolna srčana insuficijencija sa plućnom kongestijom. Arteriolarni vazodilatatori dovode do smanjenja naknadnog opterećenja, omogućavajući povećanje udarnog volumena—poboljšano pražnjenje leve komore dovodi do smanjenja predopterećenja i poboljšanja plućnih simptoma. Postoji potencijalna dodatna korist od kombinovanja tretmana sa vazodilatatorom i pozitivnim inotropnim agensom, omogućavajući veće povećanje udarnog volumena nego što bi se videlo kod monoterapije. Čak i uz kombinovanu terapiju sa vazodilatatorom i inotropnim agensom, Frank-Starlingova kriva se neće poboljšati na nivo performansi normalne komore.

## Spoljašnje veze
|  | Molimo Vas, obratite pažnju na važno upozorenje u vezi sa temama iz oblasti medicine (zdravlja). |